# Lusignano (Vienne)
Lusignano (in lingua francese: Lusignan) è un comune francese di 2 669 abitanti situato nel dipartimento della Vienne nella regione della Nuova Aquitania.

## Storia
Nel territorio del comune è situato il castello di Lusignano, probabilmente uno dei più grandi mai costruiti in Francia, da cui trae origine l'omonima casata che poi arrivò a governare il Regno di Gerusalemme e quello di Cipro.
Nel 1353, le forze francesi ripresero Saint-Jean-d'Angély e Lusignano.
Durante la quinta guerra di religione, il duca di Montpensier riuscì a conquistare la città in seguito a un assedio nel 1575, nonostante la difesa del visconte di Rohan.
La città fu capoluogo di distretto dal 1790 al 1795.

## Monumenti e luoghi di interesse

### Architetture religiose
- Chiesa di Notre Dame et Saint-Junien de Lusignan.

### Architetture civili
- Castello di Lusignano, del X secolo, sede francese del potente casato di Lusignano.

## Società

### Evoluzione demografica
Abitanti censiti